# Delī Robāţ
Delī Robāţ (persiska: دِلی رُباط) är en ort i Iran.   Den ligger i provinsen Kohgiluyeh och Buyer Ahmad, i den centrala delen av landet, 600 km söder om huvudstaden Teheran. Delī Robāţ ligger 918 meter över havet och antalet invånare är 103.
Terrängen runt Delī Robāţ är lite bergig. Runt Delī Robāţ är det ganska glesbefolkat, med 24 invånare per kvadratkilometer. Närmaste större samhälle är Bāsht, 9,5 km väster om Delī Robāţ. Omgivningarna runt Delī Robāţ är i huvudsak ett öppet busklandskap.